# Jan Kings
Jan Ivar Kings, född 5 februari 1945 i Stockholm, är en svensk före detta barnskådespelare.

## Filmografi
- 1954 – Karin Månsdotter
- 1955 – Enhörningen
- 1957 – En drömmares vandring
- 1958 – Den store amatören